# Duguetia vaupesana
Duguetia vaupesana este o specie de plante angiosperme din genul Duguetia, familia Annonaceae, descrisă de Lübbert Ybele Theodoor Westra și Paulus Johannes Maria Maas. Conform Catalogue of Life specia Duguetia vaupesana nu are subspecii cunoscute.